# Franz-Peter Hofmeister
Franz-Peter Hofmeister (ur. 5 sierpnia 1951 w Kerpen) – niemiecki lekkoatleta, medalista olimpijski i mistrz Europy.
Startował w barwach Republiki Federalnej Niemiec. Specjalizował się początkowo w sprincie, a potem w biegu na 400 m, w którym odniósł największe sukcesy.
Podczas Igrzysk Olimpijskich w 1976 w Montrealu wywalczył wraz z kolegami (Lotharem Kriegem, Haraldem Schmidem i Berndem Herrmannem) brązowy medal w sztafecie 4 × 400 metrów. W indywidualnym biegu na 400 m odpadł w półfinale.
Trzykrotnie uczestniczył w mistrzostwach Europy. W Helsinkach (1971) został wicemistrzem w biegu na 200 metrów, a sztafeta 4 × 100 metrów, w której biegł, zgubiła pałeczkę. W Rzymie (1974) zajął 5. miejsce na 200 m, a sztafeta 4 × 100 m została zdyskwalifikowana. Wreszcie na Mistrzostwach w Pradze w 1978 odniósł swój największy sukces zdobywając dwa złote medale: na 400 metrów i w sztafecie 4 × 400 metrów (z Martinem Wepplerem, Schmidem i Herrmannem).
Był także halowym mistrzem Europy z Katowic (1975) w sztafecie 4 × 2 okrążenia.
Zdobył dwa złote medale w sprintach oraz brąz biegu rozstawnym 4 × 100 metrów na mistrzostwa Europy juniorów w 1970 roku w Paryżu.
Hofmeister zdobył wiele medali na mistrzostwach RFN. Był dziesięciokrotnym mistrzem na otwartym stadionie:
- bieg na 200 m – 1973, 1978 i 1979
- bieg na 400 m – 1978
- sztafeta 4 × 400 m – 1976, 1977, 1978, 1979, 1980 i 1981

Zdobył osiem srebrnych medali
- bieg na 100 m – 1973 i 1974
- bieg na 200 m – 1970, 1971, 1974 i 1980
- bieg na 400 m – 1976 i 1979

a także brązowy medal na 400 m w 1980.
Zdobywał też tytuły mistrza RFN w hali na 400 m w 1978, 1979 i 1980 oraz w sztafecie 4 × 400 m od 1976 do 1981, a w 1970 był wicemistrzem na 60 metrów.
Startował w barwach Jugend 07 Bergheim oraz SV 04 Bayer Leverkusen.